# Черепашки Ніндзя: Fast Forward
Черепашки Ніндзя: Повний Вперед (англ. Teenage Mutant Ninja Turtles: Fast Forward) — Шостий сезон популярного мультсеріалу Черепашки Ніндзя.

## Сюжет
Одного разу Черепашки та їхній сенсей, Сплінтер боролися за пульт від телевізора. І тут вони побачили якийсь спалах, який переніс їх у 2105 рік. Там, де людям і тваринам, щоб дихати, потрібні були спеціальні пристрої, яких у них не було. Там вони побачили ідеальний світ, де так гарно, де машини мають змогу літати,і де можуть жити і люди, і тварини, і прибульці, і роботи. Тоді Мікеланджело зникає. До черепашок під'їжджає лімузин. Черепашки сідають в нього, і зустрічають робота Серлінга. Він дає черепашкам пристрій для дихання,і везе до свого хазяїна Коуді Джонса. Черепашки знайомляться з Коуді,і дізнаються, що пра-пра дід Коуді — Кейсі Джонс, а пра-пра бабуся це Ейпріл О'Ніл, друзі черепашок у теперішньому часі.Коуді і черепашки збираються до місії по порятунку Мікеланджело. А сам Майкі зустрічає суперлиходія Електроника, та його банду,Привидів вулиці.Черепашкам і Коуді вдається перемогти Електроника і його банду. Так починаються пригоди Черепашок Ніндзя у майбутньому, де у них з'явиться ще багато друзів і ворогів, вони дізнаються, що їх безсмертний ворог у нашому часі,кіборг Бішоп у цьому часі президент ООН, і що їх головний ворог, це монстр на ім'я Ш'оканабо, та багато іншого…

## У ролях
- Сем Раєгел
- Джон Кемпбелл
- Майкл Сінтерніклаас
- Вейн Грейсон
- Даррен Данстен
- Крістофер Ц. Аддамс

## Персонажі
- Донателло
- Рафаель
- Леонардо
- Мікеланджело
- Коуді Джонс
- Даріус Данн
- Серлінг
- Констеббль Бігглз
- Ш'Оканабо
- Вірус
- Електроник
- Темні Черепахи
- Вчитель Сплінтер
- Торбін Зікс